# The Aviator
The Aviator è un film del 2004 diretto da Martin Scorsese, dedicato alla vita di Howard Hughes, imprenditore, regista, aviatore e produttore cinematografico statunitense, che riuscì a creare un proprio impero ad Hollywood e a realizzare azzardatissimi progetti aeronautici, investendo nell'impresa i capitali che gli lasciò il padre dopo la sua morte.
Il film, prodotto da Michael Mann, Sandy Climan, Graham King, e Charles Evans, Jr., ripercorre la vita di Hughes dalla fine degli anni venti fino al 1947, anni durante i quali egli divenne produttore cinematografico di successo e magnate dell'aviazione, ma insieme a tutto questo crebbe in lui un grave disturbo ossessivo-compulsivo aggravato da alcuni incidenti aerei.
The Aviator è stato candidato a 11 premi Oscar, tra cui miglior film, miglior regista per Scorsese, miglior sceneggiatura originale, miglior attore per Leonardo DiCaprio e miglior attore non protagonista per Alan Alda, e vincendone 5 per la miglior fotografia, miglior montaggio, migliori costumi, miglior scenografia e miglior attrice non protagonista per Cate Blanchett. Questo successo in seguito si sarebbe ripetuto con la pellicola di Scorsese Hugo Cabret, sette anni più tardi.

## Trama
Nel 1927, il giovane Howard Hughes ha ereditato la fortuna della sua famiglia e vive in California. Assume Noah Dietrich per realizzare la sua compagnia: a seguito della sua forte passione per il cinema e per l'aviazione, all'età di 22 anni, Hughes inizia la sua attività dirigendo il film muto Gli angeli dell'inferno; Hughes è ossessionato dalla ricerca di rendere il film più realistico possibile e, quando esce Il cantante di jazz, il primo film sonoro della storia del cinema, converte Gli angeli dell'inferno in un film sonoro. Nonostante lo scetticismo della stampa, il film è un successo; tuttavia, Hughes è insoddisfatto del risultato finale e ordina un riadattamento del film dopo la sua prima ad Hollywood.
Hughes diventa sempre più coinvolto sentimentalmente dall'attrice Katharine Hepburn: i due vivono insieme e lei lo aiuta ad alleviare i sintomi del disturbo ossessivo-compulsivo di cui soffre. Ma con l'accrescere della fama di Hughes, che è sempre più circondato da ragazze in cerca di notorietà, si accentua anche la gelosia della Hepburn.
La più grande passione di Hughes rimane l'aviazione, così decide di acquistare la quota di maggioranza della compagnia aerea Transcontinental, che diventerà la TWA. Nel 1935 collauda l'H-1 Racer, spingendolo a un nuovo record di velocità, e durante il volo è costretto ad un atterraggio di emergenza in un campo di barbabietole.
Tre anni dopo Hughes vola intorno al mondo in soli quattro giorni, superando il precedente record di 7 giorni. Intanto Juan Trippe, il presidente del consiglio di amministrazione della rivale Pan Am, è determinato a ostacolare in qualsiasi modo Hughes e la sua TWA. Trippe, infatti, spinge il suo amico, il senatore Owen Brewster, a introdurre il Commercial Airline Bill, che darebbe alla Pan Am il monopolio sul trasporto aereo internazionale.
La Hepburn e Hughes rompono quando lei gli annuncia di essersi innamorata dell'attore Spencer Tracy. Hughes non si lascia abbattere e ha subito nuove fiamme: innanzitutto la quindicenne Faith Domergue, poi l'attrice Ava Gardner. Inoltre si assicura il contratto di fornitura dell'aviazione per dei nuovi progetti.
Nel 1946 Hughes ha appena terminato gli aerei da ricognizione XF-11 e sta ancora costruendo l'enorme idrovolante da trasporto H-4 Hercules: il suo disturbo maniaco-compulsivo però peggiora, caratterizzandosi nella ripetizione di frasi e nella fobia di polvere e germi. Per distrarsi dalle sue ossessioni, collauda in un volo di prova l'XF-11: uno dei motori ha un malfunzionamento, e ciò provoca lo schianto dell'aereo in vicinanza di Beverly Hills. Hughes ne esce gravemente ferito e impiega mesi prima di recuperare. Anche se il progetto dell'H-4 Hercules viene annullato, continua nello sviluppo del velivolo con i propri soldi. Quando iniziano a sentirsi i problemi finanziari, gli viene imposto di scegliere tra il finanziamento alla TWA e il suo idrovolante. Hughes ordina a Dietrich di ipotecare i beni della TWA, cosicché si possa continuare a sviluppare il prototipo del Hercules.
Hughes diventa sempre più paranoico, arrivando al punto di installare delle microspie per poter tener d'occhio la Gardner. Ma nel frattempo finisce sotto inchiesta federale ordinata dal senatore Brewster e la sua casa viene ripetutamente perquisita dall'FBI, che sospetta il magnate di aver speculato sulla guerra. Così la situazione per Hughes diventa ingestibile: da una parte ci sono gli investigatori che manipolano i suoi averi e da una parte la sporcizia e i germi che vede praticamente ovunque.
Brewster gli offre di far cadere le accuse se Hughes venderà la TWA a Trippe, minacciandolo di convocarlo in un'udienza pubblica inquisitoria in caso contrario. Hughes rifiuta l'offerta. Dopo questa scelta sprofonda in una grave depressione, e di giorno in giorno si allontana sempre più dalla realtà, rinchiudendosi in una sala da proiezione per vedere vecchi film. Mentre è chiuso in casa solo da quasi tre mesi, Ava Gardner si reca da lui, lo veste, lo tira su di morale, rincuorandolo, e lo prepara personalmente per l'udienza. Al senato, durante l'udienza formale, rinvigorito, Hughes rivolta le accuse di Brewster contro di lui insinuando che il senatore sia stato corrotto da Trippe. Conclude annunciando che si impegnerà a completare il velivolo H-4 e che lascerà il paese se non riesce a farlo volare, abbandonando, poi, prematuramente l'udienza, ignorando esplicitamente il rischio di essere arrestato.
Successivamente Hughes testa con successo la barca volante. Dopo il volo, parla con Dietrich e il suo ingegnere, Glenn Odekirk, della nuova tecnologia imminente, gli aerei a reazione. Sembra libero dai suoi demoni interiori, ma dopo aver visto strani uomini vestiti con abiti antisettici, Hughes inizia a ripetere la frase "il mezzo del futuro" più e più volte, fino a che Dietrich e Odekirk lo nascondono in un bagno, mentre Dietrich va a chiamare un medico. Hughes ha un flashback della sua infanzia, mentre è lavato da sua madre, in cui fantasticava di voler far volare l'aereo più veloce mai costruito, fare i più grandi film mai girati e diventare l'uomo più ricco del mondo.

## Casting
- Per il ruolo di Hughes fu considerato anche Jim Carrey, ma alla fine la scelta cadde su DiCaprio, che per questo ruolo venne premiato con un Golden Globe oltre ad essere candidato all'Oscar e ad un BAFTA.

## Produzione
DiCaprio, oltre che il protagonista, fu anche produttore esecutivo.

### Regia
Scorsese ha voluto che la Blanchett guardasse 15 film di Katharine Hepburn per imparare il suo modo di fare e le sue pose.
Per i primi 50 minuti del film, le scene appaiono solo nei toni del rosso e blu ciano; oggetti verdi sono resi come blu. Ciò è stato fatto, secondo Scorsese, per emulare il look dei primi bipack film a colori in particolare il processo di Multicolor, di proprietà dello stesso Hughes, emulando la tecnologia disponibile dell'epoca. Allo stesso modo, molte delle scene che descrivono eventi che si verificano dopo il 1935 sono trattati per emulare l'aspetto saturo del "three-strip Technicolor". Altre scene sono state immortalate, colorate e incorporate nella pellicola. Gli effetti di colore sono stati creati da Legend Films.

### Costruzione modelli presenti nel film
In The Aviator, sono stati utilizzati modelli in scala per duplicare molte delle scene volanti. Quando Martin Scorsese iniziò a progettare la sua aviazione epica, si decise di filmare sequenze di volo con modelli in scala piuttosto che fare ricorso agli effetti speciali CGI. La reazione critica ai modelli CGI in Pearl Harbor (2001) era stato un fattore determinante nella decisione di Scorsese di utilizzare modelli statici e modelli in scala, in questo caso. La realizzazione e le riprese dei modelli volanti si sono dimostrati vantaggiosi sia dal punto di vista economico che dal punto di vista del tempo a disposizione.
I modelli in scala iniziali erano lo Spruce Goose e l'XF-11, entrambi i modelli sono stati progettati e realizzati per un periodo di diversi mesi dal New Deal Studios. Il modello da 170 kg dello Spruce Goose aveva una apertura alare di 6,1 m, mentre il modello da 750 libbre (340 kg) del XF-11 aveva un'apertura alare di 25 piedi (7,6 m). Ognuno è stato costruito come una miniatura di controllo del movimento. Lo Hughes XF-11 è stato riprodotto sulla base di fotografie e alcuni disegni rari dell'epoca, e poi modellato in Rhinoceros 3D dal reparto artistico della New Deal. Questi modelli 3D dell'H-1 Hercules "Spruce Goose", nonché dello Hughes XF-11 sono stati poi utilizzati per i modelli e disegni di costruzione per i modellisti. Oltre agli aerei, le case su cui l'XF-11 si schianta sono state fabbricate in scala 1:4 per abbinare la scala 1:4 del XF-11. Il modello è stato modificato per potersi fermare e rompere più volte per diversi colpi. Al team di Aero telemetria sono stati dati solo tre mesi per completare i tre modelli tra cui il modello da 450 libbre del H-1 Racer, con un'apertura alare di 18 piedi (5,5 m), per la replica di fondo scala che è stata distrutta in un incidente, poco prima dell'inizio delle riprese.
Le scene con i modelli sono state riprese a Long Beach e altri siti in California da piattaforme per elicotteri o in gommone. Il breve ma molto pubblicizzato volo di Hughes a bordo dell'H-1 Hercules, il 2 novembre 1947 è stato realisticamente ricreato nel porto di Long Beach. Le miniature del Hughes Hangar costruite da New Deal Studios sono attualmente in mostra presso il Museo Evergreen Aviation a McMinnville, Oregon, con la Hughes originale H-1 "Spruce Goose".

### Musica
La colonna sonora, composta da Howard Shore, è stata registrata dalla Brussels Philharmonic (nel 2004 l'orchestra si chiamava ancora "Flemish Radio Orchestra") e prodotta dalla Universal Classics Group (UMG Recordings).

## Distribuzione
Il film ha avuto vari distributori in tutto il mondo. Ad esempio, è stato distribuito negli Stati Uniti, Regno Unito e Germania da Miramax Films, e in America Latina, Australia e Stati Uniti da Warner Bros. Pictures.
La 20th Century Fox ha tenuto i diritti spagnoli.

## Critica
Il film ha ricevuto recensioni molto positive: il conta-recensioni del sito Rotten Tomatoes riporta che 194 su 203 recensioni sono risultate positive con un punteggio di 87% e la certificazione di Fresh. Nel sito Metacritic, il film ha segnato una media di 77 su 100, sulla base di 41 recensioni.
Roger Ebert del Chicago Sun-Times ha dato al film quattro stelle su quattro e descritto il film e il suo soggetto, Howard Hughes, in questi termini: "Che triste uomo. Che breve gloria. Che film coinvolgente, 166 minuti, ma corrono via. C'è una partita tra Scorsese e il suo soggetto, forse perché la vita di Scorsese gli ha permesso di vedere Howard Hughes con comprensione, compassione – e, ad un certo punto, con ammirazione. Questo è uno dei migliori film dell'anno".

## Costo e incassi
Il film è costato 110 milioni di dollari.
Una versione limitata di The Aviator è uscita il 17 dicembre 2004 per 40 cinema, dove ha incassato 858 021 dollari nel suo weekend di apertura. È stata data un'ampia diffusione il 25 dicembre 2004 e aperto a 1796 sale negli Stati Uniti, dove è risultato campione di incassi: 4,24 milioni di dollari nel giorno di apertura e di 8 631 367 dollari nel weekend di apertura, classificandosi numero 4 con una media per sala di 4.805 dollari. Il suo secondo fine settimana, è diventato numero 3 e ha incassato 11 364 664 dollari (6327 dollari per cinema)
The Aviator ha incassato 102 610 330 dollari in Nordamerica e 111 131 129 dollari all'estero per un incasso totale di 213 741 459 dollari in tutto il mondo.

## Riconoscimenti
- 2005 - Premio Oscar
  - Miglior attrice non protagonista a Cate Blanchett
  - Migliore fotografia a Robert Richardson
  - Migliore scenografia a Dante Ferretti e Francesca Lo Schiavo
  - Migliori costumi a Sandy Powell
  - Miglior montaggio a Thelma Schoonmaker
  - Candidato per il miglior film a Michael Mann e Graham King
  - Candidato per il migliore regia a Martin Scorsese
  - Candidato per il miglior attore protagonista a Leonardo DiCaprio
  - Candidato per il miglior attore non protagonista a Alan Alda
  - Candidato per la migliore sceneggiatura originale a John Logan
  - Candidato per il miglior sonoro a Tom Fleischman e Petur Hliddal
- 2005 - Golden Globe
  - Miglior film drammatico
  - Miglior attore in un film drammatico a Leonardo DiCaprio
  - Miglior colonna sonora a Howard Shore
  - Candidato per il migliore regia a Martin Scorsese
  - Candidato per la miglior attrice non protagonista a Cate Blanchett
  - Candidato per al migliore sceneggiatura a John Logan
- 2005 - Premio BAFTA
  - Miglior film a Michael Mann, Sandy Climan, Graham King e Charles Evans
  - Miglior attrice non protagonista a Cate Blanchett
  - Migliore scenografia a Dante Ferretti
  - Miglior trucco a Morag Ross, Kathryn Blondell e Sian Grigg
  - Candidato per il migliore regia a Martin Scorsese
  - Candidato per il miglior attore protagonista a Leonardo DiCaprio
  - Candidato per il miglior attore non protagonista a Alan Alda
  - Candidato per la migliore sceneggiatura originale a John Logan
  - Candidato per la migliore fotografia a Robert Richardson
  - Candidato per i migliori costumi a Sandy Powell
  - Candidato per il miglior montaggio a Thelma Schoonmaker
  - Candidato per il miglior sonoro a Tom Fleischman, Petur Hliddal, Philip Stockton e Eugene Gearty
  - Candidato per i migliori effetti speciali a Robert Legato, Peter G. Travers, Matthew Gratzner e R. Bruce Steinheimer
  - Candidato per la miglior colonna sonora a Howard Shore
- 2004 - Screen Actors Guild Award
  - Miglior attrice non protagonista a Cate Blanchett
  - Candidato per il miglior cast
  - Candidato per il miglior attore protagonista a Leonardo DiCaprio
- 2005 - Kansas City Film Critics Circle Award
  - Migliore regia a Martin Scorsese
  - Miglior attrice non protagonista a Cate Blanchett
- 2005 - MTV Movie Award
  - Migliore performance maschile a Leonardo DiCaprio
  - Candidato per la miglior sequenza d'azione (Incidente aereo su Beverly Hills)
- 2006 - Nastro d'argento
  - Migliore scenografia a Dante Ferretti
  - Candidato per il regista del miglior film straniero a Martin Scorsese
- 2004 - Los Angeles Film Critics Association Award
  - Migliore scenografia a Dante Ferretti
  - Candidato per la miglior attrice non protagonista a Cate Blanchett
- 2005 - Satellite Award
  - Migliori effetti speciali a Robert Legato, Peter G. Travers, Matthew Gratzner e R. Bruce Steinheimer
  - Candidato per il miglior film drammatico
  - Candidato per il migliore regia a Martin Scorsese
  - Candidato per la miglior attrice non protagonista a Cate Blanchett
  - Candidato per la migliore sceneggiatura originale a John Logan
  - Candidato per la migliore fotografia a Robert Richardson
  - Candidato per la migliore scenografia a Dante Ferretti e Francesca Lo Schiavo
  - Candidato per i migliori costumi a Sandy Powell
  - Candidato per il miglior montaggio a Thelma Schoonmaker
  - Candidato per il miglior sonoro a Tom Fleischman, Petur Hliddal, Philip Stockton e Eugene Gearty
  - Candidato per la miglior colonna sonora a Howard Shore
- 2005 - Critics' Choice Movie Award
  - Migliore regia a Martin Scorsese
  - Miglior colonna sonora a Howard Shore
  - Candidato per il miglior film
  - Candidato per il miglior attore protagonista a Leonardo DiCaprio
  - Candidato per la miglior attrice non protagonista a Cate Blanchett
  - Candidato per la miglior sceneggiatore a John Logan
- 2004 - AFI Award
  - Film AFI dell'anno
- 2005 - Saturn Award
  - Candidato per il miglior film d'azione/di avventura/thriller
- 2005 - American Cinema Editors
  - Miglior montaggio a Thelma Schoonmaker
- 2005 - American Society of Cinematographers
  - Candidato per la migliore fotografia a Robert Richardson
- 2005 - Art Directors Guild
  - Candidato per la migliore scenografia a Dante Ferretti, Robert Guerra, Claude Paré, Luca Tranchino, Daniel Ross, Lori Rowbotham, Martin Gendron, Michele Laliberte, Réal Proulx, Christina Wilson e Jean-Pierre Lavoie
- 2005 - Cinema Audio Society
  - Miglior sonoro a Tom Fleischman e Petur Hliddal
- 2004 - Chicago Film Critics Association Award
  - Migliore fotografia a Robert Richardson
  - Miglior colonna sonora a Howard Shore
- 2005 - Costume Designers Guild Award
  - Candidato per i migliori costumi a Sandy Powell
- 2005 - Dallas-Fort Worth Film Critics Association Award
  - Migliore regia a Martin Scorsese
  - Candidato per il miglior attore protagonista a Leonardo DiCaprio
  - Candidato per la miglior attrice non protagonista a Cate Blanchett
- 2006 - Grammy Award
  - Candidato per la miglior colonna sonora a Howard Shore
- 2005 - Harry Award
  - Harry Award
- 2005 - Las Vegas Film Critics Society Award
  - Miglior film
  - Migliore regia a Martin Scorsese
  - Miglior attrice non protagonista a Cate Blanchett
  - Migliore fotografia a Robert Richardson
  - Migliore scenografia a Dante Ferretti
  - Migliori costumi a Sandy Powell
  - Miglior montaggio a Thelma Schoonmaker
- 2005 - London Critics Circle Film Award
  - Regista dell'anno a Martin Scorsese
  - Candidato per il film dell'anno
  - Candidato per l'attore dell'anno a Leonardo DiCaprio
- 2005 - Motion Picture Sound Editors
  - Miglior montaggio sonoro
  - Candidato per il miglior montaggio sonoro (Dialoghi)
  - Candidato per il miglior montaggio sonoro (Musica)
- 2006 - DVD Exclusive Award
  - Miglior commento DVD a Martin Scorsese
- 2004 - Boston Society of Film Critics Award
  - Candidato per la miglior attrice non protagonista a Cate Blanchett
- 2005 - Central Ohio Film Critics Association Award
  - Attrice dell'anno a Cate Blanchett
  - Miglior formato
- 2005 - Directors Guild of America
  - Candidato per il DGA Award a Martin Scorsese
- 2005 - Directors Guild of Great Britain
  - Candidato per il DGGB Award a Martin Scorsese
- 2005 - Empire Award
  - Candidato per la miglior attrice a Cate Blanchett
- 2005 - National Board of Review Award
  - Migliori dieci film
- 2005 - National Society of Film Critics Award
  - Candidato per la miglior attrice non protagonista a Cate Blanchett
- 2005 - Online Film Critics Society Award
  - Miglior attrice non protagonista a Cate Blanchett
  - Candidato per il migliore regia a Martin Scorsese
  - Candidato per il miglior attore protagonista a Leonardo DiCaprio
  - Candidato per la migliore fotografia a Robert Richardson
  - Candidato per il miglior montaggio a Thelma Schoonmaker
  - Candidato per la miglior colonna sonora a Howard Shore
- 2005 - PGA Award
  - Migliori produttori dell'anno a Michael Mann e Graham King
- 2004 - San Diego Film Critics Society Award
  - Migliore scenografia a Dante Ferretti
- 2004 - Seattle Film Critics Award
  - Miglior colonna sonora a Howard Shore
- 2005 - Teen Choice Award
  - Candidato per il miglior film
  - Candidato per il miglior attore a Leonardo DiCaprio
- 2004 - Washington DC Area Film Critics Association Award
  - Miglior attrice non protagonista a Cate Blanchett
  - Candidato per il miglior attore protagonista a Leonardo DiCaprio
- 2005 - World Soundtrack Award
  - Candidato per il compositore dell'anno a Howard Shore
  - Candidato per la miglior colonna sonora dell'anno a Howard Shore
- 2004 - Phoenix Film Critics Society Award
  - Miglior film
  - Migliore regia a Martin Scorsese
  - Migliore fotografia a Robert Richardson
  - Migliore scenografia a Dante Ferretti e Francesca Lo Schiavo
  - Migliore costumi a Sandy Powell
- 2004 - Southeastern Film Critics Association Award
  - Candidato per il miglior film
- 2005 - Visual Effects Society Award[4]
  - Migliori modellini e miniature a Matthew Gratzner, Scott Schneider, Adam Gelbart e Leigh-Alexandra Jacob (Per l'incidente dello XF11)
  - Migliori effetti speciali al servizio degli effetti visivi in un film a Robert Spurlock, Richard Stutsman, Matthew Gratzner e R. Bruce Steinheimer
  - Miglior supporto agli effetti visivi a Robert Legato, Ron Ames, Matthew Gratzner e Peter G. Travers
  - Candidato per il miglior singolo effetto speciale dell'anno a Robert Legato, Ron Ames, David Seager e Peter G. Travers (Per gli Angeli dell'inferno)
  - Candidato per il miglior attore in un film di effetti visivi a Leonardo DiCaprio
- 2005 - World Stunt Award
  - Candidato per il miglior stunt (Incidente aereo su Beverly Hills)
- 2005 - Writers Guild of America
  - Candidato per il WGA Award a John Logan

## Camei
- Il regista Martin Scorsese appare in un cameo nel film: durante la sera della prima dell'uscita del film di Hughes, davanti al cinema, sul tappeto rosso, è l'uomo alle spalle di Di Caprio, in smoking e capelli ingelatinati che spinge una donna davanti a sé.
- La montatrice del film Thelma Schoonmaker compare in un cameo come una delle collaboratrici di Howard Hughes per Gli angeli dell'inferno.

## Citazioni
- In una scena Cate Blanchett, che interpreta Katharine Hepburn, salutando la sua famiglia parla dello zio Willie. È un riferimento allo zio Willie di Scandalo a Filadelfia (1940), film in cui recitava appunto Katharine Hepburn.